# Idlidlja
Idlidlja (in russo Идлидля) è una piccola isola della Russia che si trova nel mare dei Čukči, vicino alla costa della penisola dei Čukči. Amministrativamente fa parte del Čukotskij rajon, nel Circondario autonomo della Čukotka. Il suo nome viene dalla parola in lingua ciukcia ilitlėn, che significa "isola".
Idlidlja si trova a soli 2 km dalla costa dove una lingua di terra la separa dalla laguna Nėskėnpil'gyn (лагуна Нэскэнпильгын). Sulla stessa lingua di terra in direzione ovest, a 10 km, si trova il villaggio di Neškan (Нешкан). L'isola è lunga 1 km e ha un'altezza massima di 21 m.
D'estate e in autunno vi sono delle colonie di trichechi.
Sono presenti molti uccelli marini, tra cui l'uria, il gabbiano, e la fratercula dal corno.